# PostScript encapsulat
PostScript encapsulat, o EPS, és un format d'arxiu de gràfics vectorials que permet seguir diversos esquemes de color com el RGB o el CMYK, però no permet canals alfa. Es tracta d'un arxiu PostScript que satisfà algunes restriccions addicionals per fer més fàcil la seva inclusió dins d'un altre document PostScript. L'arxiu és d'una sola pàgina i conté com a mínim un comentari BoundingBox, que descriu el rectangle que conté la imatge. Fou introduït per Adobe i és considerat un precedent del format PDF.